# Dampierre-le-Château
 Dampierre-le-Château  es una comuna y población de Francia, en la región de Champaña-Ardenas, departamento de Marne, en el distrito de Sainte-Menehould y cantón de Givry-en-Argonne.
Su población en el censo de 1999 era de 116 habitantes.
Está integrada en la Communauté de communes de la Région de Givry-en-Argonne.

## Demografía
| 162 | 119 | 119 | 103 | 96 | 116 |
| Para los censos de 1962 a 1999 la población legal corresponde a la población sin duplicidades (Fuente: INSEE [Consultar]) |     |     |     |    |     |